# Гафур Гулям
Гафу́р Гуля́м (узб. Gʻafur Gʻulom, Гафур Гулямович Гулямов; *27 квітня (10 травня) 1903, Ташкент, Сирдар'їнська область Російської імперії — 10 липня 1966, Ташкент, Узбецька РСР) — узбецький радянський поет, письменник, публіцист; класик сучасної узбецької літератури, разом із Хамзою вважаються засновниками сучасної узбецької поезії. Народний поет Узбекистану (1963). Лауреат Сталінської 2-го ступеня (1946) і Ленінської (1970, посмертно) премій. Член ВКП(б) (від 1946 року).

## Біографія
Гафур Гулям (Гафур Гулямович Гулямов) народився 27 квітня (10 травня) 1903 року в Ташкенті в родині дехканина (селянина). Його батько любив читати вірші узбецьких і таджицьких поетів, знав російську мову і сам писав вірші. У їхньому будинку бували поети Мукімі, Фуркат, Асир, Хіслат та інші.
Від осені 1916 року Гафур почав навчатися в училищі. Після смерті батька, а потім і матері, він став працювати набірникому друкарні й вчитися на педагогічних курсах.
У 1919—27 роках Гафур Гулямов працював учителем, директором школи, головою Спілки працівників освіти, займався організацією дитячих будинків.
1923 року були надруковані перші вірші Гафура Гуляма, а також нариси і гумористичні оповідання. Перший вірш поета «Діти Фелікса», що розповідає про дітей-сиріт, був опублікований у часописі «Маориф ва укитувчи» у 1923 році.
За словами самого Г. Гуляма на його творчість сильний вплив мала творчість В. В. Маяковського.
Літератор перекладав узбецькою твори О. С. Грибоєдова, М. Ю. Лермонтова, В. В. Маяковського, Назима Хікмета, Шота Руставелі, Нізамі, Данте, П'єра Бомарше, Вільяма Шекспіра.
Від 1943 року — академік АН Узбецької РСР.
Помер Гафур Гулям 10 липня 1966 року. Похований у Ташкенті на Чігатайському цвинтарі.

### Нагороди та премії
- Сталінська премія 2-го ступеня (1946) — за віршований збірник «Іду зі Сходу» (1943);
- Ленінська премія (1970, посмертно);
- 3 ордени Леніна;
- 4 інших ордени та медалі.

## Твори

### Поеми
- «Кукан-наймит» (1930);
- «Юлдашев».

### Збірники оповідань і розповіді
- «Гумористичні оповідання» (1931);
- «Хитрощі в шаріаті» (1930);
- «Мій синок злодюжка» (1965).

### Повісті
- «Нетан» (1930);
- «Пустун» (1936—62);
- «Ядгар» (1936);
- «Ожилий труп»;
- «Хто винен?»;

### Збірки віршів
- «Пісні світанку»;
- «Динамо» (1931);
- «Китайські картини» (1932);
- «Це ми з вами живі люди»;
- «Живі пісні» (1932);
- «Товаришу Сталіну» (1950);
- «Вам»;
- «Подарунок»;

### Окремі вірші
- «На шляхах Турксибу»;
- «Рідна земля»;
- «Хай живе мир!».
- «Зима і сніг» (1929);
- «Хліб» (1931);
- «Ташкент» (1933);
- «Сад» (1934);
- «Вибори на Північному полюсі» (1937);
- «Я єврей» (1941);
- «Зима» (1941);
- «Ти не сирота» (1942);
- «Жінка» (1942);
- «Сум» (1942);
- «На жаль, жалю не поховали» (1945);
- «Осінь прийшла» (1945);
- «Вам — молодим» (1947);
- «Всі твоє» (1947),
- «Мелодії весни» (1948);
- «Осінні саджанці» (1948);
- «Комунізму — Ассалом!» (1949);
- «Полю Робсону» (1949);
- «Хто вчиться, хто вчить» (1950);
- «Щастя рідної землі» (1951);
- «Свято в Янгі-ере» (1957);
- «Ядгар» (1961);
- «Ленін і Схід» (1961).

### Монографії та наукові роботи
- «Навої й наша доба» (1948);
- «Фольклор — невичерпне джерело» (1939);
- «Мукімі» (1941);
- «Драма про Джалалиддіна» (1945).

## Гафур Гулям та Україна[1]
Гафур Гулям — автор передмови до «Кобзаря» Т. Шевченка (1939) і редактор «Кобзаря» (Ташкент, 1954) узбецькою мовою.
Українською мовою окремі твори Гафура Гуляма переклали В. Гримич, В. Забаштанський, С. Тельнюк, Ю. Коваль та інші.

### Українські переклади
- Сироті з України // у кн. Україні., К., 1945;
- [Вірші] // у кн. Зі Сходу на Захід., К., 1947;
- Халамидник, К., 1972;
- «Клятва» // «Жовтень» № 1 за 1974 рік;
- Воїнам // у кн. «Сузір'я», вип. 9, К., 175;
- «Все твоє» // «Жовтень» № 12 за 1992 рік.

## Виноски
1. ↑  Гримич В. Г. Гафур Гулям // Українська літературна енциклопедія : В 5 т. / редкол.: І. О. Дзеверін (відповід. ред.) та ін. — К. : Голов. ред. УРЕ ім. М. П. Бажана, 1988. — Т. 1 : А—Г. , стор. 397